# Yahya Berrabah

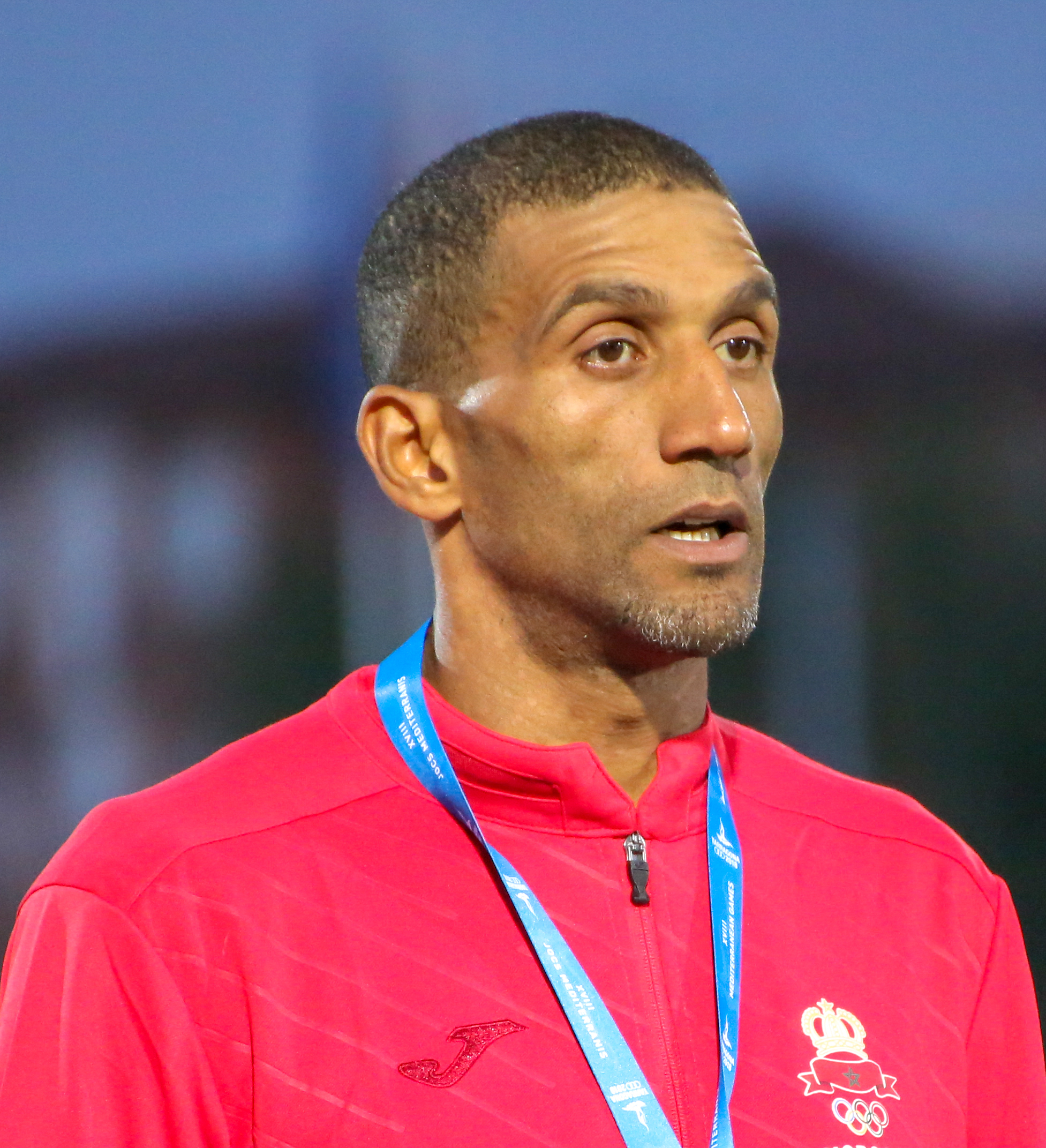
Yahya Berrabah bei den Mittelmeerspielen 2018 in Tarragona

Yahya Berrabah (arabisch يحيى برابح; * 13. Oktober 1981 in Oujda) ist ein marokkanischer Leichtathlet, der hauptsächlich als Weitspringer bekannt ist. Bei einer Körpergröße von 1,82 m beträgt sein Wettkampfgewicht 76 kg.

## Werdegang
Am 3. Oktober 2009 sprang er in Beirut bei den frankophonen Spielen, eine Veranstaltung analog der Commonwealth Games, mit 8,40 m einen neuen marokkanischen Rekord sowie einen Rekord bei diesen Meisterschaften. Schon am 23. Mai 2009 hatte er in Rabat beim Meeting Mohammed VI d' Athlétisme mit 8,38 m den marokkanischen Rekord verbessert, der seit den Leichtathletik-Afrikameisterschaften 2000 in Algier mit 8,34 m von Younes Moudrik gehalten worden war. Er landete bei dieser Qualifikationsveranstaltung für den Leichtathletik-Grand Prix vor Godfrey Khotso Mokoena und Miguel Pate. Zu seinen größten Erfolgen zählt auch der Gewinn der Weitsprungkonkurrenz bei den Afrikameisterschaften 2008 in Addis Abeba mit 8,04 m. Zweiter hinter Salim Sdiri und vor Louis Tsatoumas wurde er bei den Mittelmeerspielen 2009 in Pescara. Die marokkanischen Weitsprungmeisterschaften konnte er mehrmals gewinnen, zum Beispiel 2001, 2002 und 2003.
Vor 2009 gehörte er außerhalb Afrikas im Weitsprung noch nicht zur Weltspitze. Bei den afrikanischen Leichtathletikmeisterschaften 2002 in Radès, Tunesien wurde er im Weitsprung mit 7,85 m Siebter, bei den Afrikameisterschaften 2006 in Bambous, Mauritius im Weitsprung mit 7,64 m Achter und im Dreisprung mit 15,85 m Siebter. Bei seinen Olympiateilnahmen 2004 in Athen und 2008 in Peking schied er im Weitsprung schon in der Qualifikation aus, ebenso bei seinen Weltmeisterschaftsteilnahmen 2003 in Saint-Denis, 2004 in Budapest (Halle), 2005 in Helsinki und 2007 in Osaka. 2009 in Berlin erreichte er das Finale und wurde mit 7,83 m Zehnter. Bei den Weltmeisterschaften 2011 in Daegu wurde er mit 8,23 m Vierter.

## Doping
Am 31. August 2009 wurde bei ihm in einem Dopingtest Cannabis nachgewiesen. Es erfolgte jedoch keine sportliche Sperre, sondern lediglich eine zivile Anklage. Am 23. November 2011 wurde er des EPO-Dopings überführt und am 6. Januar 2012 zuerst für zwei Jahre, dann für vier Jahre bis zum 5. Januar 2016 gesperrt.

## Bestleistungen
Seine Bestweite im Weitsprung liegt bei 8,40 m (marokkanischer Rekord in Beirut) und im Dreisprung bei 16,44 m, gesprungen am 14. Dezember 2005 in Niamey. Im 200-Meter-Lauf liegt seine Bestzeit bei 21,08 s vom 15. April 2006 aus Rabat und im 100-Meter-Lauf bei 10,47 s vom 2. Mai 2009, ebenfalls in Rabat. Seine 10,50 s vom 27. Mai 2000 in Meknès waren damals ein neuer marokkanischer Jugendrekord.